# Amerykanie pochodzenia jemeńskiego
Amerykanie pochodzenia jemeńskiego – obywatele lub rezydenci Stanów Zjednoczonych, których przodkowie pochodzą z Jemenu, bądź też imigranci z tego kraju.

## Historia
Ciężko dokładnie określić, od kiedy mieszkańcy Jemenu zaczęli przybywać do Stanów Zjednoczonych. Uważa się, że pierwsze grupki imigrantów osiedlały się w USA po 1869. Pierwsze potwierdzone źródła pochodzą z lat 90. XIX wieku. Niektórzy Jemeńczycy otrzymali amerykańskie obywatelstwo za udział w I i II wojnie światowej. Osiedlali się oni w miejscach zamieszkiwanych przez społeczności libańskie, na przykład w Nowym Jorku. Byli dyskryminowani przez inne społeczności arabskie w USA takie jak Libańczycy, Syryjczycy czy Palestyńczycy, będących w większości chrześcijanami, z powodu wyznawania islamu. Wielu Jemeńczyków wobec tej sytuacji, nie mogąc znaleźć pracy w miastach, migrowało na zachód i zatrudniało się w rolnictwie, głównie w Dolinie Kalifornijskiej.

## Religia
Oprócz społeczności muzułmańskiej wśród jemeńskich Amerykanów istnieją grupy wyznające judaizm. Ci żydzi przybyli do USA głównie przez Izrael.

## Rozmieszczenie
Duże społeczności Amerykanów pochodzenia jemeńskiego zamieszkują Nowy Jork, Buffalo w stanie Nowy Jork, Dearborn w Michigan i Oakland w Kalifornii. Według spisu ludności w 2000 roku populacja ta liczyła sobie 4093 osób. W czerwcu 2007 roku powstała strona internetowa społeczności jemeńskich Amerykanów – Yemeni American Net. Rok później zaczęto wydawać gazetę Yemeni American News.